# Lassi

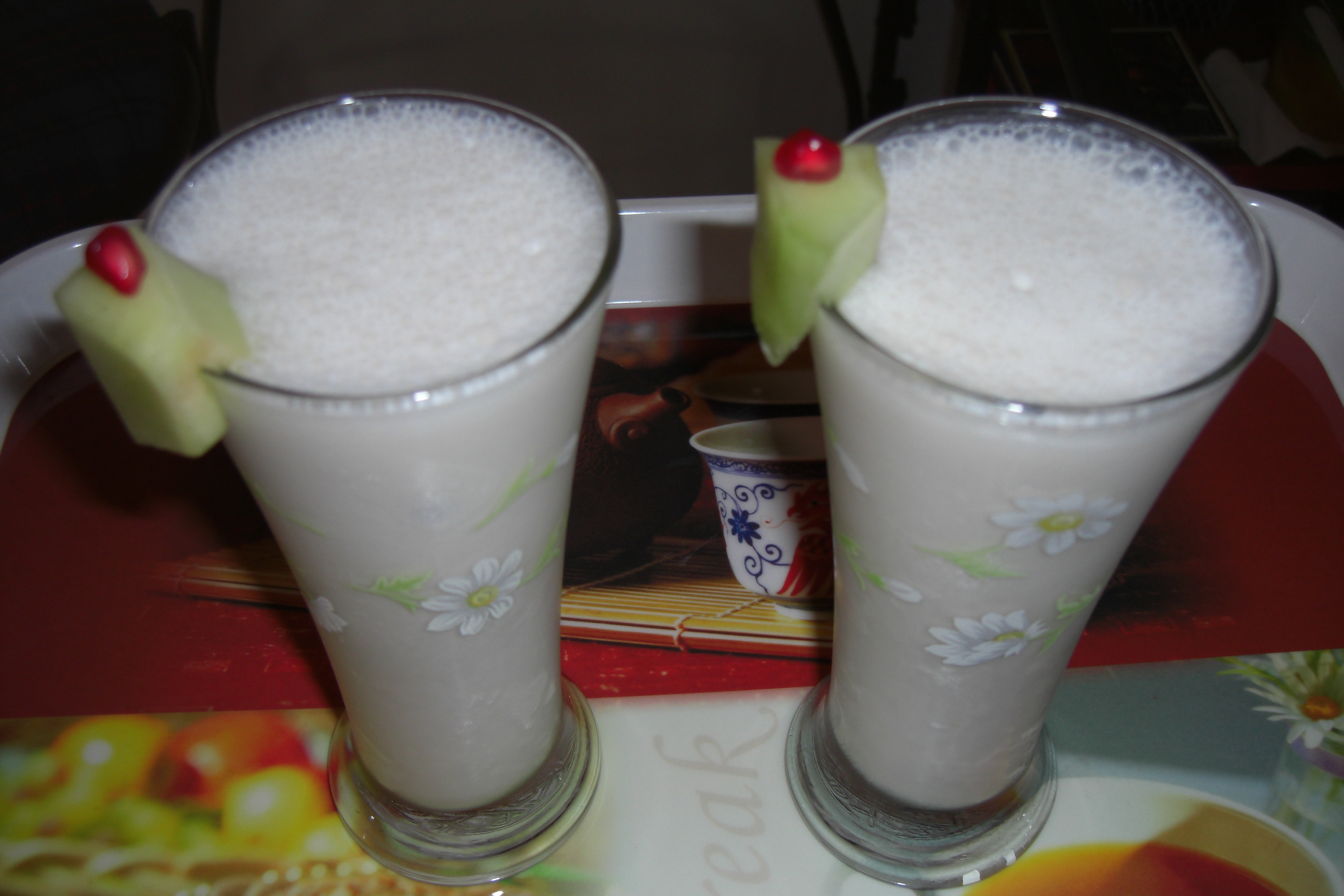
Lassi fără grăsimi

Lassi (limba hindi: [लस्सी|lassī]; limba urdu: [لسی]) este denumirea unei băuturi, îndeosebi indiene, pe bază de iaurt. Există variante în spațiul asiatic și est-european, de exemplu Ayran, în Turcia și Orientul Apropiat. 
Lassi se bea cu plăcere la mâncarea condimentată. Lassi este (în cazul în care se servește rece) o băutură răcoritoare.

## Preparare
Lassi se prepară amestecând apă sau lapte cu iaurt în proporție 1:1 (sau 1:2); varianta dulce conține zahăr și șofran, suc de fructe sau piure de fructe (de exemplu, Mango Lassi), varianta sărată este Namkin-Lassi.
Aproape fiecare țară asiatică are propria rețetă Lassi. Așa, de exemplu, se adaugă amestecului de (Mango)- iaurt - apa, cel mai frecvent, semințe de flori de palmier (Kefra-Water), apa de trandafiri, cardamom, chimion sau chiar si oțet si zahăr. 
Bhang Lassi este o altă variantă, care conține frunze sau flori uscate de cannabis si adesea se consumă la sărbătorile indiene; de exemplu, la Shivaratri, o sărbătoare dedicată zeului hindus Shiva.

## Băuturi asemănătoare
- Dugh (Persia)
- Laban (Arabia)